# 博福特港

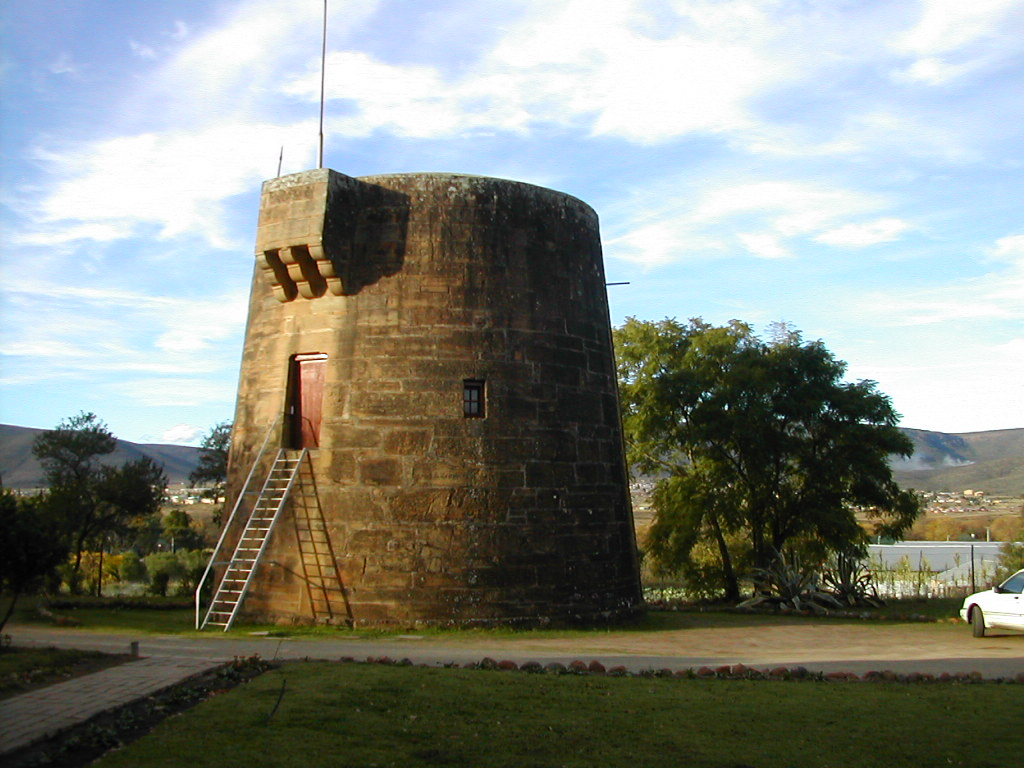
博福特港

博福特港（Fort Beaufort）是南非的城鎮，位於該國東南部，由東開普省負責管轄，始建於1816年，面積46.19平方公里，鎮上有三間政府醫院，2001年人口10,093，人口密度每平方公里220人。